# Vernon Valley
Vernon Valley är en ort i Sussex County i delstaten New Jersey, USA.